# Fortič
Fortič je priimek v Sloveniji, ki ga je po podatkih Statističnega urada Republike Slovenije na dan 1. januarja 2010 uporabljalo 26 oseb in je med vsemi priimki po pogostosti uporabe uvrščen na 11.283. mesto.

## Znani nosilci priimka
- Ana Fortič, morska biologinja
- Bojan Fortič (1921 - 2009), zdravnik pnevmolog, ftiziolog, prof. MF
- Dušan Fortič (1923 - 2016), novinar, direktor TV Ljubljana in politik
- Helena Fortič, ekonomistka in pedagoginja
- Majda Fortič (1929 - 2013), zdravnica ftiziologinja
- Marja (Gabrijela) Fortič (1921 - 2012), novinarka, pionirka slovenske TV
- Tina Fortič Jakopič, umetnostna kustosinja Muzeja novejše zgodovine